# WTA de Luxemburgo
O WTA de Luxemburgo – ou BGL BNP Paribas Luxembourg Open, na última edição – foi um torneio de tênis profissional feminino, de nível WTA 250.
Realizado em Luxemburgo, capital do país homônimo, estreou em 1996. Os jogos eram disputados em quadras duras cobertas durante o mês de outubro.
Após o término da 25ª edição, em 2021, a organização anunciou o fim do torneio no circuito WTA.

## Finais

### Simples
| Ano                                                         | Campeã            | Vice-campeã                | Resultado      |
| ----------------------------------------------------------- | ----------------- | -------------------------- | -------------- |
| 2021                                                        | Clara Tauson      | Jeļena Ostapenko           | 6–3, 4–6, 6–4  |
| Torneio não realizado em 2020 devido à pandemia de COVID-19 |                   |                            |                |
| 2019                                                        | Jeļena Ostapenko  | Julia Görges               | 6–4, 6–1       |
| 2018                                                        | Julia Görges      | Belinda Bencic             | 6–4, 7–5       |
| 2017                                                        | Carina Witthöft   | Mónica Puig                | 6–3, 7–5       |
| 2016                                                        | Monica Niculescu  | Petra Kvitová              | 6–4, 6–0       |
| 2015                                                        | Misaki Doi        | Mona Barthel               | 6–4, 76–7, 6–0 |
| 2014                                                        | Annika Beck       | Barbora Záhlavová-Strýcová | 6–2, 6–1       |
| 2013                                                        | Simona Halep      | Samantha Stosur            | 7–61, 6–2      |
| 2012                                                        | Venus Williams    | Monica Niculescu           | 6–2, 6–3       |
| 2011                                                        | Victoria Azarenka | Monica Niculescu           | 6–2, 6–2       |
| 2010                                                        | Roberta Vinci     | Julia Görges               | 6–3, 6–4       |
| 2009                                                        | Timea Bacsinszky  | Sabine Lisicki             | 6–2, 7–5       |
| 2008                                                        | Elena Dementieva  | Caroline Wozniacki         | 2–6, 6–4, 7–64 |
| 2007                                                        | Ana Ivanović      | Daniela Hantuchová         | 3–6, 6–4, 6–4  |
| 2006                                                        | Alona Bondarenko  | Francesca Schiavone        | 6–3, 6–2       |
| 2005                                                        | Kim Clijsters     | Anna-Lena Grönefeld        | 6–2, 6–4       |
| 2004                                                        | Alicia Molik      | Dinara Safina              | 6–3, 6–4       |
| 2003                                                        | Kim Clijsters     | Chanda Rubin               | 6–2, 7–5       |
| 2002                                                        | Kim Clijsters     | Magdalena Maleeva          | 6–1, 6–2       |
| 2001                                                        | Kim Clijsters     | Lisa Raymond               | 6–2, 6–2       |
| 2000                                                        | Jennifer Capriati | Magdalena Maleeva          | 4–6, 6–1, 6–4  |
| 1999                                                        | Kim Clijsters     | Dominique van Roost        | 6–2, 6–2       |
| 1998                                                        | Mary Pierce       | Silvia Farina              | 6–0, 2–0, ab.  |
| 1997                                                        | Amanda Coetzer    | Barbara Paulus             | 6–4, 3–6, 7–5  |
| 1996                                                        | Anke Huber        | Karina Habšudová           | 6–3, 6–0       |

### Duplas
| Ano                                                         | Campeãs                                   | Vice-campeãs                                   | Resultado          |
| ----------------------------------------------------------- | ----------------------------------------- | ---------------------------------------------- | ------------------ |
| 2021                                                        | Greet Minnen Alison Van Uytvanck          | Erin Routliffe Kimberley Zimmermann            | 6–3, 6–3           |
| Torneio não realizado em 2020 devido à pandemia de COVID-19 |                                           |                                                |                    |
| 2019                                                        | Cori Gauff Catherine McNally              | Kaitlyn Christian Alexa Guarachi               | 6–2, 6–2           |
| 2018                                                        | Greet Minnen Alison Van Uytvanck          | Vera Lapko Mandy Minella                       | 7–63, 6–2          |
| 2017                                                        | Lesley Kerkhove Lidziya Marozava          | Eugenie Bouchard Kirsten Flipkens              | 46–7, 6–4, [10–6]  |
| 2016                                                        | Kiki Bertens Johanna Larsson              | Monica Niculescu Patricia Maria Țig            | 4–6, 7–5, [11–9]   |
| 2015                                                        | Mona Barthel Laura Siegemund              | Anabel Medina Garrigues Arantxa Parra Santonja | 6–2, 7–62          |
| 2014                                                        | Timea Bacsinszky Kristina Barrois         | Lucie Hradecká Barbora Krejčíková              | 3–6, 6–4, [10–4]   |
| 2013                                                        | Svetlana Kuznetsova Samantha Stosur       | Alla Kudryavtseva Anastasia Rodionova          | 6–1, 1–6, [10–8]   |
| 2012                                                        | Andrea Hlaváčková Lucie Hradecká          | Irina-Camelia Begu Monica Niculescu            | 6–3, 6–4           |
| 2011                                                        | Iveta Benešová Barbora Záhlavová-Strýcová | Lucie Hradecká Ekaterina Makarova              | 7–5, 6–3           |
| 2010                                                        | Timea Bacsinszky Tathiana Garbin          | Iveta Benešová Barbora Záhlavová-Strýcová      | 6–4, 6–4           |
| 2009                                                        | Iveta Benešová Barbora Záhlavová-Strýcová | Vladimíra Uhlířová Renata Voráčová             | 1–6, 6–0, [10–7]   |
| 2008                                                        | Sorana Cîrstea Marina Erakovic            | Vera Dushevina Mariya Koryttseva               | 2–6, 6–3, [10–8]   |
| 2007                                                        | Iveta Benešová Janette Husárová           | Victoria Azarenka Shahar Pe'er                 | 6–4, 6–2           |
| 2006                                                        | Květa Peschke Francesca Schiavone         | Anna-Lena Grönefeld Liezel Huber               | 2–6, 6–4, 6–1      |
| 2005                                                        | Lisa Raymond Rennae Stubbs                | Cara Black Rennae Stubbs                       | 6–7, 7–5, 6–4      |
| 2004                                                        | Virginia Ruano Pascual Paola Suárez       | Jill Craybas Marlene Weingärtner               | 6–1, 6–7, 6–3      |
| 2003                                                        | Maria Sharapova Tamarine Tanasugarn       | Elena Tatarkova Marlene Weingärtner            | 6–1, 6–4           |
| 2002                                                        | Kim Clijsters Janette Husárová            | Květa Hrdličková Barbara Rittner               | 4–6, 6–3, 7–5      |
| 2001                                                        | Elena Bovina Daniela Hantuchová           | Bianka Lamade Patty Schnyder                   | 6–3 6–3            |
| 2000                                                        | Alexandra Fusai Nathalie Tauziat          | Lubomira Bacheva Cristina Torrens Valero       | 6–3, 7–60          |
| 1999                                                        | Irina Spîrlea Caroline Vis                | Tina Križan Katarina Srebotnik                 | 6–1, 6–2           |
| 1998                                                        | Elena Likhovtseva Ai Sugiyama             | Larisa Neiland Elena Tatarkova                 | 6–7, 6–3, 2–0, ab. |
| 1997                                                        | Larisa Savchenko Helena Suková            | Meike Babel Laurence Courtois                  | 6–2, 6–4           |
| 1996                                                        | Kristie Boogert Nathalie Tauziat          | Barbara Rittner Dominique van Roost            | 2–6, 6–4, 6–2      |